# Federico Bigi
Federico Bigi (Reggio Emilia, 20 marzo 1920 – Città di San Marino, 24 aprile 1996) è stato un politico sammarinese.

## Biografia
Nato a Reggio Emilia da famiglia sammarinese, dopo aver studiato all'Università di Bologna e all'Università di Urbino insegnò alla Scuola Secondaria Superiore di Città di San Marino; in gioventù fu un appassionato giocatore di tennis e calcio. 
Nell'agosto 1944 mediò con i tedeschi, garantendo che non sarebbe partito alcun attacco partigiano dalla Repubblica. 
Nel dopoguerra fondò e divenne leader del Partito Democratico Cristiano Sammarinese; nel 1957 appoggiò i "fatti di Rovereta" e divenne membro del governo provvisorio in carica dal 10 al 27 ottobre 1957. Venne poco dopo nominato Segretario per gli Affari Esteri, carica che conservò fino al 1972, firmando nel 1971 l'accordo di buon vicinato con l'Italia; fu anche preside del liceo-ginnasio.
Nel 1959 contribuì a fondare il Comitato Olimpico Nazionale Sammarinese e ne venne nominato primo presidente dai Capitani reggenti Marino Benedetto Belluzzi e Agostino Biordi, conservando la carica fino al 1968, per poi venire rieletto nel 1973, mantenendola fino al 1978.
Il 30 gennaio 1991 venne eletto dal Consiglio Grande e Generale membro della Corte europea dei diritti dell'uomo (CEDU) in rappresentanza di San Marino.
Morì all'Ospedale di Stato il 24 aprile 1996, all'età di 76 anni.